# ناگالند
ناگالَند (به هندی: नागालैंड) یکی از ایالت‌های شمال شرقی کشور هند است. مرکز این ایالت شهر کوهیما و بزرگ‌ترین شهر آن دیماپور است.
ناگالند یکی از ایالت‌ها و قلمروهای هند در شمال شرق هند است. این ایالت از شمال با آروناچال پرادش، از غرب با آسام، از جنوب با مانیپور و از شرق با منطقهٔ خودگردان ناگا در ناحیه زاگاین میانمار هم‌مرز است. مرکز آن کوهیما و بزرگ‌ترین شهر آن دیماپور و چوموکدیما است. مساحت ناگالند ۱۶٬۵۷۹ کیلومتر مربع (۶٬۴۰۱ مایل مربع) و جمعیت آن طبق سرشماری ۲۰۱۱ هند برابر با ۱٬۹۸۰٬۶۰۲ نفر بوده که آن را در زمره کم‌جمعیت‌ترین ایالت‌های هند قرار می‌دهد.
ناگالند ، سرزمینی با ویژگی‌های فرهنگی، تاریخی و طبیعی منحصربه‌فرد است. این ایالت عمدتاً به عنوان خانهٔ بیش از ۱۶ قبیلهٔ اصلی ناگا شناخته می‌شود که هر یک دارای زبان، سنت‌ها و پوشش‌های متمایز خود هستند. این تنوع فرهنگی غنی هر ساله در ماه دسامبر طی جشنواره هورنبیل به نمایش گذاشته می‌شود. این رویداد که به «جشنواره جشنواره‌ها» شهرت دارد، تمام قبایل را برای نمایش رقص، موسیقی، هنر و غذاهای سنتی گرد هم می‌آورد و به یکی از جاذبه‌های بزرگ فرهنگی هند تبدیل شده است.
یکی دیگر از ویژگی‌های برجستهٔ ناگالند، ترکیب مذهبی آن است. این ایالت با بیش از ۸۷٪ جمعیت مسیحی، که عمدتاً باپتیست هستند، یکی از سه ایالت با اکثریت مسیحی در هند محسوب می‌شود و از این نظر در کشور بی‌نظیر است. از منظر تاریخی، ناگالند در تاریخ معاصر جهان نیز نقشی حیاتی ایفا کرده است. کوهیما، پایتخت آن، در سال ۱۹۴۴ صحنهٔ نبردی سهمگین در جنگ جهانی دوم بود که در آن نیروهای متفقین موفق به متوقف کردن پیشروی ارتش ژاپن به سمت هند شدند. این نبرد به دلیل اهمیت استراتژیک آن، به «استالینگراد شرق» شهرت یافته است.
علاوه بر این‌ها، طبیعت کوهستانی و مناظر سرسبز باعث شده تا ناگالند لقب «سوئیس شرق» را به خود اختصاص دهد. این سرزمین همچنین خاستگاه فلفل مشهور «بوت جولوکیا» یا «فلفل شبح» است که در سال ۲۰۰۷ در کتاب رکوردهای گینس به عنوان تندترین فلفل جهان ثبت شده بود.
ناگالند شامل ۱۷ ناحیهٔ اداری است که در آن‌ها ۱۷ قبیلهٔ اصلی و چندین زیرقبیله زندگی می‌کنند. هر قبیله از نظر آداب و رسوم، زبان و پوشاک ویژگی‌های متمایز خود را دارد. این سرزمین به‌عنوان سرزمین فولکلور شناخته می‌شود که نسل به نسل از طریق روایت شفاهی منتقل شده است. نخستین داده‌های تاریخی دربارهٔ ناگاهای این منطقه به سدهٔ سیزدهم میلادی بازمی‌گردد.
در سدهٔ نوزدهم، نیروهای هند بریتانیا نفوذ خود را در شمال شرق هند و از جمله در تپه‌های ناگا گسترش دادند. پس از استقلال هند در سال ۱۹۴۷، موضوع جایگاه سیاسی تپه‌های ناگا مطرح شد. ناگالند تا سال ۱۹۵۷ بخشی از آسام بود و «تپه‌های ناگا» نامیده می‌شد. شورای ملی ناگا به رهبری زاپو فیزو خواستار استقلال ایالت ناگا شد و شورش مسلحانه‌ای را آغاز کرد. با این حال دولت هند تأکید داشت که ناگالند بخشی جدایی‌ناپذیر از اتحادیه هند است. این کشمکش به یک شورش ناگا طولانی‌مدت انجامید. سرانجام ناگالند در ۱ دسامبر ۱۹۶۳ به‌عنوان شانزدهمین ایالت اتحادیه هند تأسیس شد و در سال ۱۹۶۴ دولت مردم‌سالاری منتخب خود را به‌دست‌آورد.
ناگالند سرزمینی کوهستانی با منابع طبیعی، فرهنگی و محیط‌زیستی غنی است. این ایالت میان طول‌های جغرافیایی ۹۴ و ۹۵ درجه شرقی و عرض‌های ۲۵٫۲ و ۲۷ درجه شمالی قرار گرفته است. دره دزوکو در منطقهٔ جنوبی ایالت و در ویسوما قرار دارد. این ایالت منابع معدنی، نفتی و برق‌آبی قابل توجهی دارد و بخش اولیهٔ اقتصاد آن یعنی کشاورزی هنوز ۲۴٫۶ درصد از تولید اقتصادی را تشکیل می‌دهد. فعالیت‌های مهم دیگر شامل جنگل‌داری، گردشگری، بیمه، املاک و مستغلات، باغداری و صنایع دستی کوچک است.
امروز ناگالند از نظر فرهنگی یکی از متنوع‌ترین ایالت‌های شمال شرق هند به‌شمار می‌آید. بیش از ۸۶ درصد از جمعیت این ایالت مسیحیان هستند و بدین‌ترتیب ناگالند پس از می‌زورام دومین ایالت با اکثریت مسیحی در هند محسوب می‌شود. هیئت‌های تبلیغی مسیحی از سدهٔ نوزدهم نقش مهمی در گسترش این دین در میان قبایل ناگا داشته‌اند. با این حال، سنت‌های بومی، جشن‌ها و آیین‌های محلی همچنان جایگاه مهمی در زندگی اجتماعی مردم دارند. یکی از مهم‌ترین جشن‌های ایالت، جشن هورنبیل است که هر سال در ماه دسامبر در کوهیما برگزار می‌شود و به «جشنوارهٔ جشنواره‌ها» شهرت یافته است.
از نظر زبانی، در ناگالند مجموعه‌ای از زبان‌ها و گویش‌ها رواج دارد که عمدتاً به خانوادهٔ زبان‌های چینی-تبتی تعلق دارند. در کنار آن، زبان انگلیسی به‌عنوان زبان رسمی ایالت پذیرفته شده و در آموزش و ادارات استفاده می‌شود. این امر به انسجام میان قبایل و تعامل با دیگر بخش‌های هند کمک کرده است.
اقتصاد ناگالند علاوه بر کشاورزی بر منابع طبیعی نیز تکیه دارد. ذخایر نفت، زغال‌سنگ و منابع برق‌آبی برای این ایالت اهمیت دارند. در عین حال، صنعت گردشگری در حال رشد است و ناگالند به دلیل مناظر کوهستانی، تنوع زیستی و فرهنگ بومی مقصدی برای گردشگران داخلی و خارجی شده است.
از نظر سیاسی، ناگالند همچنان با چالش‌های مربوط به جنبش‌های جدایی‌طلب ناگا روبه‌روست. اگرچه توافق‌نامه‌های صلح متعددی میان دولت هند و گروه‌های ناگا امضا شده، اما برخی گروه‌ها هنوز بر مطالبات خود برای خودمختاری یا استقلال تأکید دارند. دولت مرکزی و ایالتی تلاش می‌کنند از طریق مذاکره و برنامه‌های توسعه‌ای این تنش‌ها را کاهش دهند.
ناگالند در کنار چالش‌های سیاسی، با مشکلات اقتصادی و اجتماعی نظیر بیکاری، زیرساخت‌های ناکافی و مهاجرت جوانان نیز روبه‌رو است. با این حال، این ایالت به‌دلیل غنای فرهنگی، جایگاه جغرافیایی راهبردی و منابع طبیعی غنی، همچنان یکی از نقاط مهم و پرظرفیت شمال شرق هند باقی مانده است.

## مردم
زبان‌های بزرگ‌تر در ناگال عبارتند از:
حدود ۸۴ درصد از مردم ناگالند از تیره‌های ناگا هستند که به زبان‌هایی از خانواده چینی-تبتی گویش می‌کنند و بیش از نود درصد ناگال‌تبارند. با این حال به علت وجود نداشتن زبانی که قالب و عمومی باشد، زبان انگلیسی در این منطقه زبان رسمی است. اکثر مردم این منطقه همچنین مسیحی هستند.
جنبش جدایی‌خواهی ناگالند و سرکوب آن از سوی دولت هند از سال ۱۹۴۷ که هند مستقل شده تا کنون، ۲۵ هزار نفر قربانی گرفته است.